# Premier League Malti 1911-1912
L'edizione 1911-1912 della Premier League maltese è stata la seconda edizione della massima serie del campionato maltese di calcio (non si è disputato il torneo nella stagione 1910-1911). Il titolo è stato vinto dal Floriana

## Classifica finale
|   | Classifica       | G | V | N | P | GF | GS | Dif | Pt |
| - | ---------------- | - | - | - | - | -- | -- | --- | -- |
| 1 | Floriana         | 4 | 4 | 0 | 0 | 7  | 0  | +7  | 8  |
| 2 | Ħamrun Spartans  | 4 | 1 | 2 | 1 | 4  | 3  | +1  | 4  |
| 3 | St. George's     | 4 | 1 | 1 | 2 | 2  | 3  | -1  | 3  |
| 4 | Valletta United  | 4 | 1 | 1 | 2 | 2  | 4  | -2  | 3  |
| 5 | Sliema Wanderers | 4 | 0 | 2 | 2 | 1  | 6  | -5  | 2  |

## Verdetti finali
- Floriana Campione di Malta 1911-1912